# لانگروهه
لانگروهه (به آلمانی: Langerwehe) یک شهر در آلمان است که در دورن واقع شده‌است. لانگروهه ۱۴٬۰۰۰ نفر جمعیت دارد.

## خواهرخوانده
شهر اکسموث خواهرخواندهٔ لانگروهه هست.